# Oroville (Washington)
Oroville è una città degli Stati Uniti d'America, situata nello Stato di Washington, nella Contea di Okanogan.